# Daniel Brocklebank
Daniel Brocklebank (Stratford-upon-Avon, 21 dicembre 1979) è un attore britannico.
Diventato noto a partire dalla fine degli anni '90 grazie a ruoli in produzioni televisive come Merlino e in film di successo come Shakespeare in Love e The Hole, a partire dal 2014 interpreta il ruolo di Billy Mayhew nella soap opera Coronation Street.

## Carriera
Dopo essere apparso in sporadici episodi delle serie TV Casualty e Metropolitan Police, Brocklebank ottiene il suo primo ruolo di rilievo nella miniserie del 1998 Merlino, in cui interpreta proprio il celebre Mago Merlino da giovane. Appare successivamente in altre produzioni televisive e nel film  Shakespeare in Love, pellicola di grande successo a livello internazionale. Nel 2001 interpreta il ruolo di Martin nel thriller The Hole, mentre nel 2002 torna a dedicarsi alla televisione interpretando un personaggio ricorrente nella serie TV Ed Stone Is Dead. Tra 2005 e 2006 interpreta il personaggio di Ivan Jones nella soap opera Valle di luna, apparendo così in 39 episodi dell'opera. Nel 2010 ottiene il suo primo ruolo da protagonista nel film Release, continuando per il resto a dedicarsi principalmente a opere televisive. Tra 2011 e 2013 appare in vari film come Little Deaths, Age of Heroes e Cal. A partire dal 2014 fa parte del cast della soap opera Coronation Street, interpretando il personaggio di Billy Mayhew in oltre 500 episodi dell'opera. Nonostante l'impegno costante nella soap opera continua ad apparire in altri film e produzioni televisive.

## Filmografia

### Cinema
- Monk Dawson, regia di Tom Waller (1998)
- Shakespeare in Love, regia di John Madden (1998)
- The Criminal, regia di Julian Simpson (1999)
- Another Life, regia di Philip Goodhew (2001)
- The Hole, regia di Nick Hamm (2001)
- The Hours, regia di Stephen Daldry (2002)
- Release, regia di  Darren Flaxstone e Christian Martin (2010)
- Little Deaths, regia di Simon Rumley (2011)
- Age of Heroes, regia di Adrian Vitoria (2011)
- Cal, regia di Christian Martin (2013)
- Amanda - Sfida al confine del mare, regia di Roel Reiné (2015)
- Soft Lad, regia di Leon Lopez (2015)
- Native, regia di Daniel Fitzsimmons (2016)

### Televisione
- Casualty – serie TV, 2 episodi (1995-2011)
- Metropolitan Police – serie TV, 2 episodi (1997-2008)
- Merlino (Merlin) – miniserie TV, 2 puntate (1998)
- L'aritmetica del diavolo (The Devil's Arithmetic), regia di Donna Deitch – film TV (1999)
- Oliver Twist – miniserie TV, 1 puntata (1999)
- Sam's Circus, regia di Robert Singer – film TV (2001)
- Doctors – soap opera, 3 puntate (2002-2014)
- Ed Stone Is Dead – serie TV, 13 episodi (2002-2003)
- Born and Bred – serie TV, 1 episodio (2003)
- Down to Earth – serie TV, 2 episodi (2005)
- Valle di luna (Emmerdale) – soap opera, 39 puntate (2005-2006)
- EastEnders – soap opera, 2 puntate (2010)
- Justice – miniserie TV, 1 puntata (2011)
- Waterloo Road – serie TV, 2 episodi (2011-2013)
- Holby City – serie TV, 1 episodio (2014)
- Coronation Street – soap opera, 571 puntate (2014-in corso)
- Chasing Shadows – serie TV, 1 episodio (2014)
- L'ispettore Barnaby (Midsomer Murders) – serie TV, episodio 17x03 (2015)
- Prisoner Zero – serie TV, 17 episodi (2016)
- The Confessions of Dorian Gray – miniserie TV, 4 puntate (2016)

## Doppiatori italiani
Nelle versioni in italiano delle opere in cui ha recitato, Daniel Brocklebank è stato doppiato da:
- Alessandro Quarta in The Hole
- Francesco Pezzulli in Merlino
- Stefano Crescentini in Shakespeare in love